# Depersonalizacja
Depersonalizacja – objaw psychopatologiczny związany ze zmienionym odczuwaniem siebie jako osoby.
Depersonalizację zalicza się do zaburzeń spostrzegania, dokładniej zaś do zaburzeń spostrzegania własnej osoby i otoczenia, będących na pograniczu zaburzeń spostrzegania i zaburzeń świadomości, wraz z derealizacją bądź też do zaburzeń scalania czynności psychicznych, a w ich obrębie do objawów zaburzeń poczucia siebie. W obrębie tych ostatnich depersonalizacja wraz z dezorientacją zaliczają się do ogólnych zaburzeń poczucia siebie, jednej z czterech grup zaburzeń poczucia siebie – oprócz zaburzeń jaźni, schematu ciała i poczucia zdrowia i choroby.
Objaw ten polega na zmienionym postrzeganiu doświadczania siebie samego lub własnych przeżyć. Dotknięta nim osoba obserwuje niejako z zewnątrz swe ciało bądź umysł, odczuwa coś w rodzaju rozdziału od siebie samego. Towarzyszy temu poczucie nierealności przypominające sen, bądź też obcości, czy też części tylko swego ciała, czy to własnych przeżyć, czy to siebie w ogóle. Jednostka interpretuje swe przeżycia jako zmienione, sztuczne, pozbawione naturalności, prawdziwości, spontaniczności. Jest to poczucie uogólnione, może mieć w sobie coś przerażającego, zatrważającego, niejasnego, niejednoznacznego (poczucie jak gdyby, czyli as if).
Pomimo że stanowi objaw psychopatologiczny, depersonalizacja może wystąpić u osoby całkowicie zdrowej psychicznie. Pojawia się wtedy w specyficznych okolicznościach, związanych z przeżyciami religijnymi, twórczymi, z napięciem emocjonalnym. Zazwyczaj jednak depersonalizacja wiąże się z zaburzeniami psychicznymi, zwłaszcza o charakterze nerwicowym, niekiedy psychotycznym (towarzyszyć jej wtedy mogą objawy psychotyczne, jak urojeniowa interpretacja tych doznań, np. urojenia oddziaływania, omamy rzekome, objawy katatoniczne), ale również organicznym. Wymienić tutaj można padaczkę oraz zatrucia.